# Dofar
Província de Dófar ou Zufar (em árabe: محافظة ظفار; romaniz.: Muḥāfaẓat Ẓufār) é uma das 11 províncias constitutivas do Sultanato do Omã. Segundo censo de 2010, havia 249 729 habitantes. Compreende uma área de 62 232 quilômetros quadrados e está subdividida em 10 vilaietes (distritos).

## Vilaietes
| Nome árabe          | Nome português          | Área (km2) | População | Ref.  |
| ------------------- | ----------------------- | ---------- | --------- | ----- |
| المزيونة            | Almaziuna               | 14 132     | 8 039     | [ 2 ] |
| ضلكوت               | Dalcute                 | 696        | 2 809     | [ 2 ] |
| مرباط               | Mirbate                 | 859        | 12 488    | [ 2 ] |
| مقشن                | Muquexine               | 16 592     | 1 069     | [ 2 ] |
| رخيوت               | Raciute                 | 1 666      | 4 501     | [ 2 ] |
| سدح                 | Sada                    | 3 130      | 6 384     | [ 2 ] |
| صلالة               | Salalá                  | 4 943      | 172 570   | [ 2 ] |
| شليم وجزر الحلانيات | Xalim e ilhas Halaniate | 19 165     | 8 697     | [ 2 ] |
| طاقة                | Taca                    | 1 049      | 18 218    | [ 2 ] |
| ثمريت               | Tumraite                | 36 829     | 13 523    | [ 2 ] |